# Freddy Schauwecker
Freddy Schauwecker (* 1943) es un músico de jazz (trombón, líder de grupo), excecutivo de publicidad y autor alemán.
Schauwecker proviene de una familia musical y ya cuando era joven se enamoró del Nueva Orleans; a finales de los años 1950 aprendió a tocar el jazz trombón. Sus ídolos fueron Kid Ory y Chris Barber. Al finalizar su formación escolar hizo un aprendizaje en el sector publicitario. Después del servicio militar en las fuerzas de la Repúplica Federal de Alemania trabajó para una grande empresa farmacológica inglesa en Duesseldorf como jefe de publicidad, y a continuación como jefe de marketing del sector de comunicación para una multinacional estadiounidense especializada en técnica de modulación.
En 1962 empezó a tocar música en su tempo libre; al principio tocaba muchas veces con Udo Lindenberg quien vivió con él durante corto tiempo. En 1968 establezió su The Jolly Jazz Orchestra que todavía está existiendo, y que se dedica al Dixieland y al Swing. Con este grupo, Schauwecker tocó en Nueva Orleans en 1993. Otros conciertos con su banda, que después de un disco pequeño (1975), editió trece LP y DVD, les llevaron a las Islas Azores, las Islas Canarias y a China.
Durante los años pasados, Schauwecker entrevistaba a músicos y testigos del jazz tradicional y coleccionó información que presentaba en la prensa musical y en su libro So war es wirklich (2013).